# Joannes Mattaeus Caryophyllis
Joannes Mattaeus Caryophyllis est un prélat catholique, archevêque d’Iconium, né à La Canée en 1565, mort à Rome le 23 mai 1633. Il est un connaisseur du grec, du latin et des langues orientales.

## Œuvres
Le cardinal Francesco Barberini, neveu d’Urbain VIII, auquel il est attaché, l’engage à publier ses nombreux ouvrages :
- une traduction du grec en latin de la Vie de St. Nil le jeune, Rome, 1624, in-8°.
- Confutatio Nili Thessalonicensis, gr.-lat., Paris, 1626, in-8°.
- Il publia pour la première fois, sur un manuscrit de la Bibliothèque apostolique vaticane, les Lettres grecques de Thémistocle, auxquelles il joignit une traduction latine et des variantes à côté de texte grec, Rome, 1626, in-4°. Sa traduction a été conservée dans l’édition de Francfort, 1629, où l’on supprima les variantes, et encore dans celle de Leipzig, 1710, in-8°, donnée par les soins de Johann Christian Schöttgen, qui y a ajouté des notes et une préface, où il réfute les auteurs qui prétendent que ces lettres ne sont pas de Thémistocle.
- Il a publié en grec et latin de sa version le Concile général de Florence, Rome, sans date, in-4°.
- Caldeæ seu æthiopicæ linguæ Institutiones, Rome, 1630, in-8°.
- Refutatio pseudo-christianæ Catechesis editæ a Zacharia Gergano Græco, Rome, 1631, in-4°.
- Censura confessionis fidei, seu potius perfidiæ calvinianæ quæ sub nomine Cyrilli patriarchæ Constantinopolitani edita circumfertur, Rome, 1631, in-8°.

Caryophyllis a encore traduit en italien la Doctrine chrétienne, du cardinal Bellarmin, en y joignant une version syriaque, Rome, 1633, in-8°. Enfin on a de lui un volume de vers grecs et latins intitulé : Noctes Tusculanæ.